# Victor Sackville
Victor Sackville est une série de bande dessinée franco-belge, créée par le scénariste François Rivière en compagnie de Gabrielle Borile et le dessinateur Francis Carin, publiée en 1985 dans le magazine Pourquoi pas ? et éditée de janvier 1986 à novembre 2010 par Le Lombard.

## Description

### Synopsis
Victor Sackville est un espion anglais de George V — sous le nom de code : X67 — qui se voit confier au service de la Couronne d'Angleterre de grandes missions un peu partout dans le monde, surtout dans l'Europe, depuis l'aube de la Première Guerre mondiale.

### Personnages
- Victor Sackville
- Anton Palacky, un jeune tchèque, ancien boxeur.

## Histoire
Au début des années 1980, Francis Carin rencontre Gabrielle Borile, critique de bande dessinée pour Le Vif/L'Express, élabore des récits sur la Première Guerre mondiale. Dans l'incapacité de rédiger une histoire en 46 pages, elle appelle François Rivière pour s'associer à l'écriture : ainsi naît Victor Sackville. Ensemble, ils vendent l'histoire aux éditions du Lombard. Jean-Luc Vernal, rédacteur en chef du Journal de Tintin, préfère attendre pour la publier. À ce moment-là, Francis Carin propose de la prépublier au magazine Pourquoi pas ? en 1985, puis Le Journal de Tintin en 1988 et dans Hello Bédé dès 1989.

## Publications

### Revues
- Pourquoi pas ?[1]
  - Le Code Zimmermann, 1985

- Journal de Tintin[2]
  - Le Miroir du sphinx, du no 648 au du no 657, 1988

- Hello Bédé[2]
  - Le Loup des Ardennes, du no 1 au du no 7, 1989
  - Mort sur la Tamise, du no 37 au du no 45, 1990
  - L'Otage de Barcelone, du no 100 au du no 109, 1991
  - La Nuit de Prague, du no 140 au du no 149, 1992
  - Pavel Strana : Pacte à Lucerne, du no 172 au du no 181, 1993

### Albums
- 1 Le Code Zimmermann 1 : L'Opéra de la mort, Éditions du Lombard, 1986
Scénario : François Rivière et Gabrielle Borile - Dessin : Francis Carin - Couleurs : Cécile Bertrand -  (ISBN 2-8036-0541-4)
- 2 Le Code Zimmermann 2 : L'Opéra de la mort, Éditions du Lombard, 1986
Scénario : François Rivière et Gabrielle Borile - Dessin : Francis Carin - Couleurs : Cécile Bertrand -  (ISBN 2-8036-0596-1)
- 3 Le Miroir du Sphinx, Éditions du Lombard, 1988
Scénario : François Rivière et Gabrielle Borile - Dessin : Francis Carin - Couleurs : Luce Daniels -  (ISBN 2-8036-0683-6)
- 4 Le Loup des Ardennes, Éditions du Lombard, 1989
Scénario : François Rivière et Gabrielle Borile - Dessin : Francis Carin - Couleurs : Luce Leclercq -  (ISBN 2-8036-0762-X)
- 5 Mort sur la Tamise, Éditions du Lombard, 1991
Scénario : François Rivière et Gabrielle Borile - Dessin : Francis Carin - Couleurs : Luce Leclercq -  (ISBN 2-8036-0848-0)
- 6 L'Otage de Barcelone, Éditions du Lombard, 1991
Scénario : François Rivière et Gabrielle Borile - Dessin : Francis Carin - Couleurs : Luce Leclercq -  (ISBN 2-8036-0966-5)
- 7 Pavel Strana 1 : La Nuit de Prague, Éditions du Lombard, 1992
Scénario : François Rivière et Gabrielle Borile - Dessin : Francis Carin - Couleurs : Luce Leclercq -  (ISBN 2-8036-0995-9)
- 8 Pavel Strana 2 : Pacte à Lucerne, Le Lombard, 1993
Scénario : François Rivière et Gabrielle Borile - Dessin : Francis Carin - Couleurs : Luce Leclercq -  (ISBN 2-8036-1031-0)
- 9 L'Imposteur, Le Lombard, 1994
Scénario : François Rivière et Gabrielle Borile - Dessin : Francis Carin - Couleurs : Luce Leclercq -  (ISBN 2-8036-1087-6)
- 10 La Cigogne noire, Le Lombard, 1995
Scénario : François Rivière et Gabrielle Borile - Dessin : Francis Carin - Couleurs : Luce Leclercq -  (ISBN 2-8036-1143-0)
- 11 Piège à Baden-Baden, Le Lombard, 1996
Scénario : François Rivière et Gabrielle Borile - Dessin : Francis Carin - Couleurs : Luce Leclercq -  (ISBN 2-8036-1202-X)
- 12 Opération Z26-B, Le Lombard, 1997
Scénario : François Rivière et Gabrielle Borile - Dessin : Francis Carin - Couleurs : Luce Leclercq -  (ISBN 2-8036-1241-0)
- 13 Monsieur Tadjeff, Le Lombard, 1998
Scénario : François Rivière et Gabrielle Borile - Dessin : Francis Carin - Couleurs : Marie-Noëlle Bastin -  (ISBN 2-8036-1331-X)
- 14 Le Concerto de Bettina, Le Lombard, 1999
Scénario : François Rivière et Gabrielle Borile - Dessin : Francis Carin - Couleurs : François Carin -  (ISBN 2-80361-400-6)
- 15 Le Magicien de Brooklyn, Le Lombard, 2000
Scénario : François Rivière et Gabrielle Borile - Dessin : Francis Carin - Couleurs : François Carin -  (ISBN 2-80361-495-2)
- 16 Duel à Sirmione, Le Lombard, 2001
Scénario : François Rivière et Gabrielle Borile - Dessin : Francis Carin - Couleurs : François Carin -  (ISBN 2-80361-635-1)
- 17 L'Échiquier Anderson, Le Lombard, 2002
Scénario : François Rivière et Gabrielle Borile - Dessin : Francis Carin - Couleurs : François Carin -  (ISBN 2-8036-1771-4)
- 18 La Nonne de Québec, Le Lombard, 2003
Scénario : François Rivière et Gabrielle Borile - Dessin : Francis Carin - Couleurs : Marie-Noëlle Bastin et François Carin -  (ISBN 2-80361-895-8)
- 19 L'Homme de Berlin, Le Lombard, 2005
Scénario : François Rivière et Gabrielle Borile - Dessin : Francis Carin - Couleurs : Marie-Noëlle Bastin et David Caryn -  (ISBN 2-80362-083-9)
- 20 Le Chiffre romain, Le Lombard, 2007
Scénario : François Rivière et Gabrielle Borile - Dessin : Francis Carin - Couleurs : Marie-Noëlle Bastin -  (ISBN 978-2-8036-2306-8)
- 21 Le Disparu du Train bleu, Le Lombard, 2008
Scénario : François Rivière et Gabrielle Borile - Dessin : Francis Carin - Couleurs : Marie-Noëlle Bastin -  (ISBN 978-2-8036-2454-6)
- 22 Frontière Nord, Le Lombard, 2009
Scénario : François Rivière et Gabrielle Borile - Dessin : Francis Carin - Couleurs : Marie-Noëlle Bastin -  (ISBN 978-2-8036-2599-4)
- 23 Le Derviche d'Hollywood, Le Lombard, 2010
Scénario : François Rivière et Gabrielle Borile - Dessin : Francis Carin - Couleurs : Marie-Noëlle Bastin -  (ISBN 978-2-8036-2747-9)

### Intégrale
- Intégrale no 1, Le Lombard, Bruxelles, 2008
Scénario : François Rivière et Gabrielle Borile - Dessin : Francis Carin - Couleurs : Cécile Bertrand et Luce Daniels -  (ISBN 978-2-8036-2377-8)
- Intégrale no 2, Le Lombard, 2008
Scénario : François Rivière et Gabrielle Borile - Dessin : Francis Carin - Couleurs : Luce Leclercq -  (ISBN 978-2-803624-13-3)
- Intégrale no 3, Le Lombard, 2008
Scénario : François Rivière et Gabrielle Borile - Dessin : Francis Carin - Couleurs : Luce Leclercq -  (ISBN 978-2-803624-64-5)
- Intégrale no 4, Le Lombard, 2009
Scénario : François Rivière et Gabrielle Borile - Dessin : Francis Carin - Couleurs : Luce Leclercq -  (ISBN 978-2-8036-2552-9)
- Intégrale no 5, Le Lombard, 2009
Scénario : François Rivière et Gabrielle Borile - Dessin : Francis Carin - Couleurs : François Carin et Marie-Noëlle Bastin -  (ISBN 978-2-8036-2539-0)
- Intégrale no 6, Le Lombard, 2010
Scénario : François Rivière et Gabrielle Borile - Dessin : Francis Carin - Couleurs : François Carin et Marie-Noëlle Bastin -  (ISBN 978-2-8036-2596-3)
- Intégrale no 7, Le Lombard, 2010
Scénario : François Rivière et Gabrielle Borile - Dessin : Francis Carin - Couleurs : François Carin, Marie-Noëlle Bastin et David Caryn -  (ISBN 978-2-8036-2734-9)
- Intégrale no 8, Le Lombard, 2011
Scénario : François Rivière et Gabrielle Borile - Dessin : Francis Carin - Couleurs : Marie-Noëlle Bastin -  (ISBN 978-2-8036-2831-5)

### Tirage de luxe
- Pavel Strana Tome 2 : Pacte à Lucerne, Éditions BD Images, (mai 1993),  (ISBN 2-8036-1031-0)
  - 200 exemplaires numérotés et signés, couleur avec sérigraphie couleur et fac-similé sérigraphié de la planche 45.
- Monsieur Tadjeff, Éditions de BD Must, mai 1998
  - 300 exemplaires numérotés et signés par l'auteur ainsi que huit pages supplémentaires de croquis et dessins, sérigraphie couleur au format 25X35cm numérotée et signée.
- Le Magicien de Brooklyn, Éditions Loup, mai 2000
- Duel à Sirmione, Éditions de Boutique du Bédéphage, juin 2001,  (ISBN 2-80361-635-1)
  - Dos toilé avec présence d'un ex-libris.

### Documentation
- « Victor Sackville sur le mur à Bruxelles », sur bdmurales.skynetblogs.be
- « Visite de Prague avec Victor Sackville », sur vialupo.com